# 11306 Åkesson
(11306) Åkesson, denumire internațională (11306) Akesson, este un asteroid din centura principală de asteroizi.

## Descriere
11306 Åkesson este un asteroid din centura principală de asteroizi. A fost descoperit pe 17 martie 1993 la Observatorul La Silla în cadrul programului UESAC. Asteroidul prezintă o orbită caracterizată de o semiaxă mare de 3,07 ua, o excentricitate de 0,14 și o înclinație de 5,9° în raport cu ecliptica.